# Julen Aguinagalde
Julen Aguinagalde Akizu (Irun, 8 dicembre 1982) è un ex pallamanista e allenatore di pallamano spagnolo.

## Palmarès

### Club

#### Competizioni nazionali
- Liga ASOBAL: 1

Ciudad Real: 2009-10
- Coppa del Re: 3

Ciudad Real: 2010-11
Atletíco Madrid: 2011-12, 2012-13
- Coppa ASOBAL: 2

Ademar Leon: 2008-09
Ciudad Real: 2010-11
- Supercoppa di Spagna: 1

Atletíco Madrid: 2012
- Campionato polacco: 7

Kielce: 2013-14, 2014-15, 2015-16, 2016-17, 2017-18, 2018-19, 2019-20
- Coppa di Polonia: 6

Kielce: 2013-14, 2014-15, 2015-16, 2016-17, 2017-18, 2018-19

#### Competizioni internazionali
- IHF Super Globe: 1

Atletíco Madrid: 2012
- EHF Champions League: 1

Kielce: 2015-16

### Nazionale
- Olimpiadi

 Londra 2012
- Mondiali

 Spagna 2013
 Svezia 2011
- Europei

 Polonia 2016
 Danimarca 2014